# Sanatorium Joseph Lemaire
Het Sanatorium Joseph Lemaire is een vroeger sanatorium gelegen in Tombeek (Overijse), Vlaams-Brabant. Het gebouw rekent men qua stijl tot het modernisme of het nieuwe bouwen en werd ontworpen door architect Maxime Brunfaut.

## Situering
Het in 1937 door Fernand en Maxime Brunfaut ontworpen sanatorium werd gebouwd in opdracht van de socialistische verzekeringsmaatschappij La Prévoyance Sociale en kreeg de naam van de toenmalige directeur. Aanvankelijk diende dit in een natuurgebied gelegen complex voor de verzorging van tuberculosepatiënten. In plaats van te werken van gespreide paviljoentjes rond een as zoals Jan Duikers Sanatorium Zonnestraal te Hilversum bracht de ontwerper alle functies in één blok onder. Daardoor krijgt het geheel Corbusiaanse allures. In een langgerekte vleugel bracht hij alle voorzieningen voor de patiënten onder met de open terrassen met ligstoelen om te kuren. Dwars daarop voorzag hij een korte vleugel voor de diensten. Bij de ontmoeting van beide assen ontwierp hij een ruime inkomhal met erboven een toren. De interieurafwerking van het gebouw was volledig afgestemd op zijn ultieme doel: tbc-patiënten verzorgen en genezen. Daartoe werden om hygiënische redenen zelfs de wanden bekleed met linoleum, de ramen waren maar drie uur per dag dicht zodat er bijna altijd frisse lucht door het gebouw circuleerde.

Vanaf 1968 verviel de functie als tbc-verzorgingscentrum en kreeg het gebouw een nieuwe bestemming als revalidatiecentrum voor langdurig zieken en de begeleiding voor mensen met een handicap. In 1987 kwam het gebouw leeg te staan wegens niet meer rendabel. Sindsdien is het verval steeds sneller opgetreden, waardoor een dringende herbestemming en restauratie noodzakelijk is. Het gebouw is alvast een geliefkoosd onderwerp geworden voor fotografen van vergane glorie.

## Toekomst van het sanatorium
De vorige eigenaar, de Brusselse bouwonderneming Herpain Entreprises slaagde er eerder niet in de al 20 jaar leegstaande vroegere tbc-kliniek om te vormen tot een kantoorbehuizing in de vorm van de hoofdzetel van een Amerikaanse multinational. Daarna dacht men er een opvangcentrum voor asielzoekers van te maken. Een Nederlandse projectontwikkelaar had ook plannen om er 50 luxe-appartementen van elk 350 m² in onder te brengen, mooi gelegen in een uniek natuurgebied van 30 ha op 20 km bezuiden het centrum van Brussel. De flats zouden worden voorzien van ruime terrassen met verder gemeenschappelijke voorzieningen zoals een zwembad en een fitnesszaal.

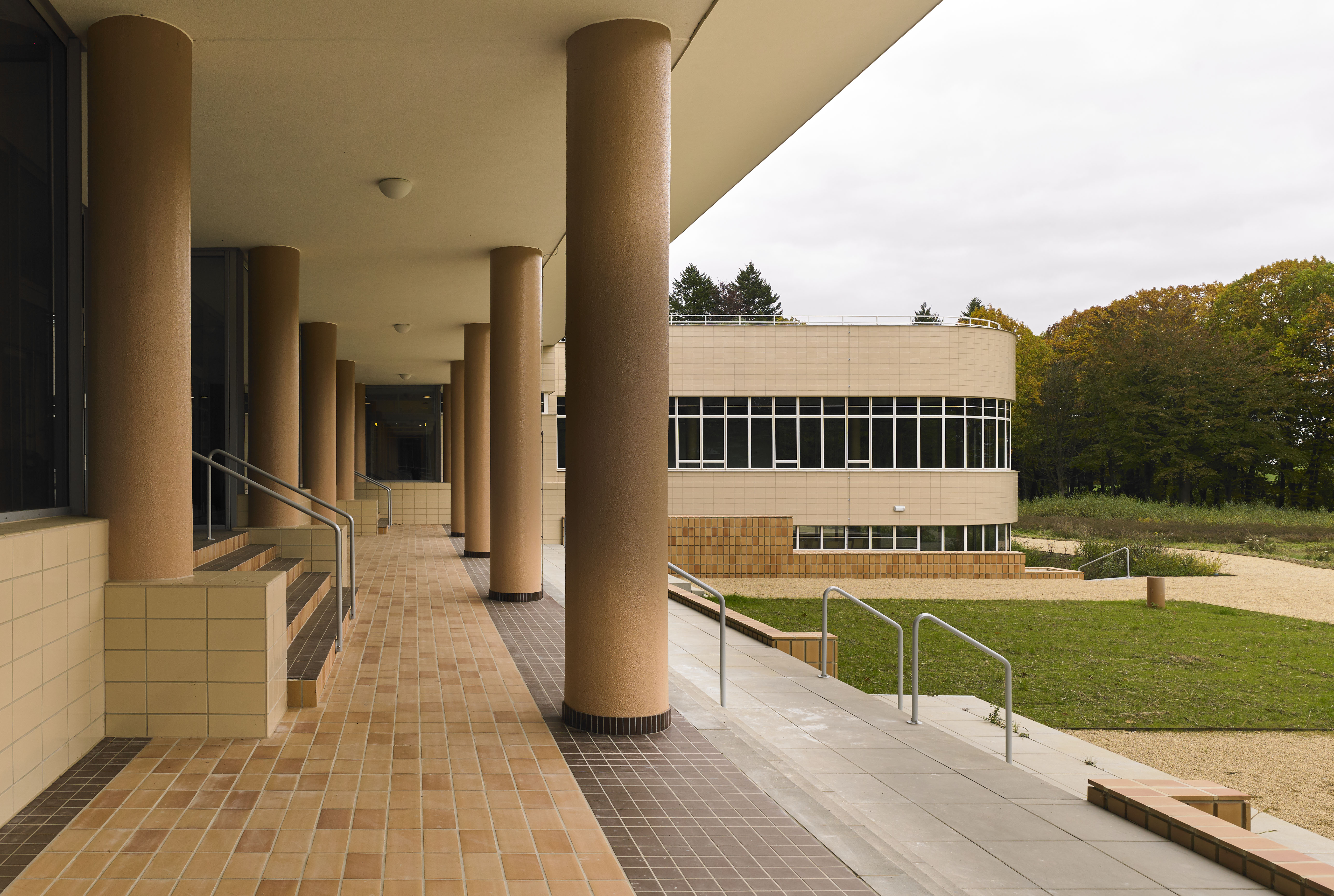

Architect Philippe Van Goethem die het Flageygebouw naar een redding heeft kunnen begeleiden volgt al meer dan vijftien jaar de ontwikkeling van Brunfauts creatie. Hij stelt dat een strikte restauratie niet haalbaar is omdat o.a. de wetgeving in verband met bijzondere technieken (brandveiligheid, warmte- en geluidsisolatie) nu veel strenger en omvangrijker is dan in 1937. Door de korte bouwtijd van dertien maanden vertoont het gebouw constructiefouten zoals niet helemaal in de as staande kolommen. Het gewapend beton vertoont veel grindnesten waardoor het dagzomend betonijzer roestvorming vertoont. Veel tegels voorzien op gaas van gegalvaniseerd staal zitten los, vertonen barsten of zijn ondertussen door bevriezend vocht afgevallen. Door de leegstand takelde het gebouw sterk af.

Vanaf september 2008 is de projectontwikkelaar Tombeekheyde NV de nieuwe eigenaar van het geheel. Deze onderneming is zinnens het omvangrijke volume van 12.500 m³ metende gebouw om te vormen tot seniorenhuis of een functie waarin zorg centraal staat. Verder wil zij er een crèche in onderbrengen met een publiek toegankelijk restaurant. Ook zijn er plannen om ondergronds een parkeergarage te bouwen. Dit bedrijf ontboste de voorzijde van het gebouw, ruimde het ontstane puin en verwijderde schadelijk asbest uit het gebouw. De Hasseltse bouwmaatschappij NV Kumpen plant een uitbreiding achteraan het gebouw van 2000 m². Het uitstekend niveau op het dak wordt ook voorzien van een pergolastructuur met glazen wanden. De bouwfirma laat nog weten dat men de restauratie onderschat heeft. Daarbij komt dat de verhouding tussen de geveloppervlakte en het vloeroppervlak niet in verhouding staat. Zodoende bleken de gangbare rendabiliteitsberekeningen niet van toepassing. Het ontwerp is van de hand van het Antwerps architectenbureau Storme-Van Ranst.

De dienst Monumenten & Landschappen met erfgoedconsulente bij Onroerend Erfgoed Vlaams-Brabant, Inge Debacker volgt het dossier al geruime tijd op. Zij stelt dat het steeds een zoeken is naar een evenwicht tussen het rendement en de erfgoedwaarde van het monument. Ook zijn er afspraken nodig rond restauratietechnische aspecten voor de techniek van de tegelbezetting en de uitvoering van het schrijnwerk. Ir.Arch. en architectuurtheoreticus Luc Verpoest stelt in deze dat het de kunst is om het geheel respectvol te restaureren, daarbij de essentie van het gebouw overeind te laten, toch kundig te veranderen en zelfs met nieuwbouw aan te passen.
Medio april 2011 raakte bekend dat minister van Onroerend Erfgoed Geert Bourgeois 1,6 miljoen euro uittrekt voor de restauratie van het complex. Het bedrag vertegenwoordigt ongeveer één tiende van de investering. Medio juni 2017 werd het gebouw opgeleverd. Het doet nu dienst als woonzorgcentrum met 127 rusthuiskamers en 24 assistentiewoningen.

## Media
In 2006 startten de voorrondes van Monumentenstrijd, een interactief programma van Canvas, waarbij het winnende gebouw 1 miljoen euro krijgt. Het Sanatorium Lemaire maakt(e) zeker kans, maar doordat de eigenaar zijn toestemming niet wilde geven voor het project - en dat was een vereiste - kon het gebouw niet worden geselecteerd voor het programma.
Op 22 januari 2008 was een aflevering van de rubriek "In Memoriam" van het televisieprogramma Man bijt hond gewijd aan het Sanatorium. In deze rubriek wordt een verlaten gebouw bezocht door iemand die er vroeger werkte of verbleef.